# Колин (район)
Колин (чеш. Okres Kolín) — один из 12 районов Среднечешского края Чешской Республики. Административный центр — город Колин. Площадь района — 743,57 кв. км., население составляет 96 116 человек. В районе насчитывается 89 муниципалитетов, из которых 6 — города.

## География
Район расположен в восточной части края. Граничит с районами Бенешов, Кутна-Гора, Нимбурк и Прага-восток Среднечешского края; Градец-Кралове Краловеградецкого края и Пардубице Пардубицкого края.

## Города и население
Данные на 2009 год:
| Город           | Население |
| --------------- | --------- |
| Колин           | 31 564    |
| Чески-Брод      | 7 047     |
| Печки           | 4 469     |
| Тинец-над-Лабем | 2 029     |
| Коуржим         | 1 830     |
| Засмуки         | 1 807     |
| Планяны         | 1 727     |

| Всего          | Женщин           | Мужчин           |
| -------------- | ---------------- | ---------------- |
| 96 116 (100 %) | 48 394 (50,35 %) | 47 722 (49,65 %) |

Средняя плотность — 129 чел./км²; 50,72 % населения живёт в городах.
Город Костелец-над-Черними-Леси, до 2007 года также являвшийся частью района Колин, ныне входит в район Прага-восток.

## Археология

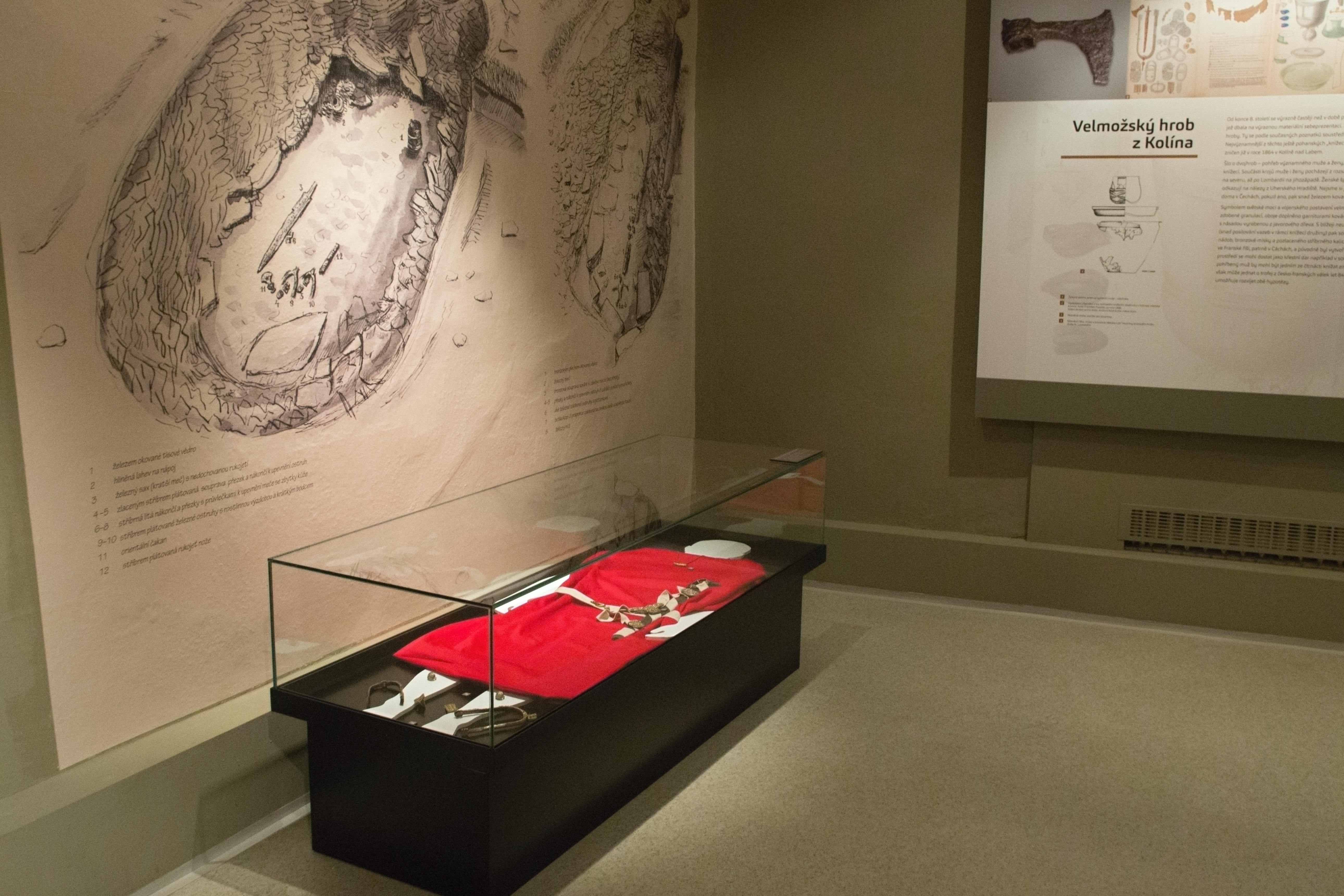
Зал с раннесредневековым захоронением (двойной могилы) княжны из Стари-Колин, 850—900 гг. Выставка «Между племенами и государством»

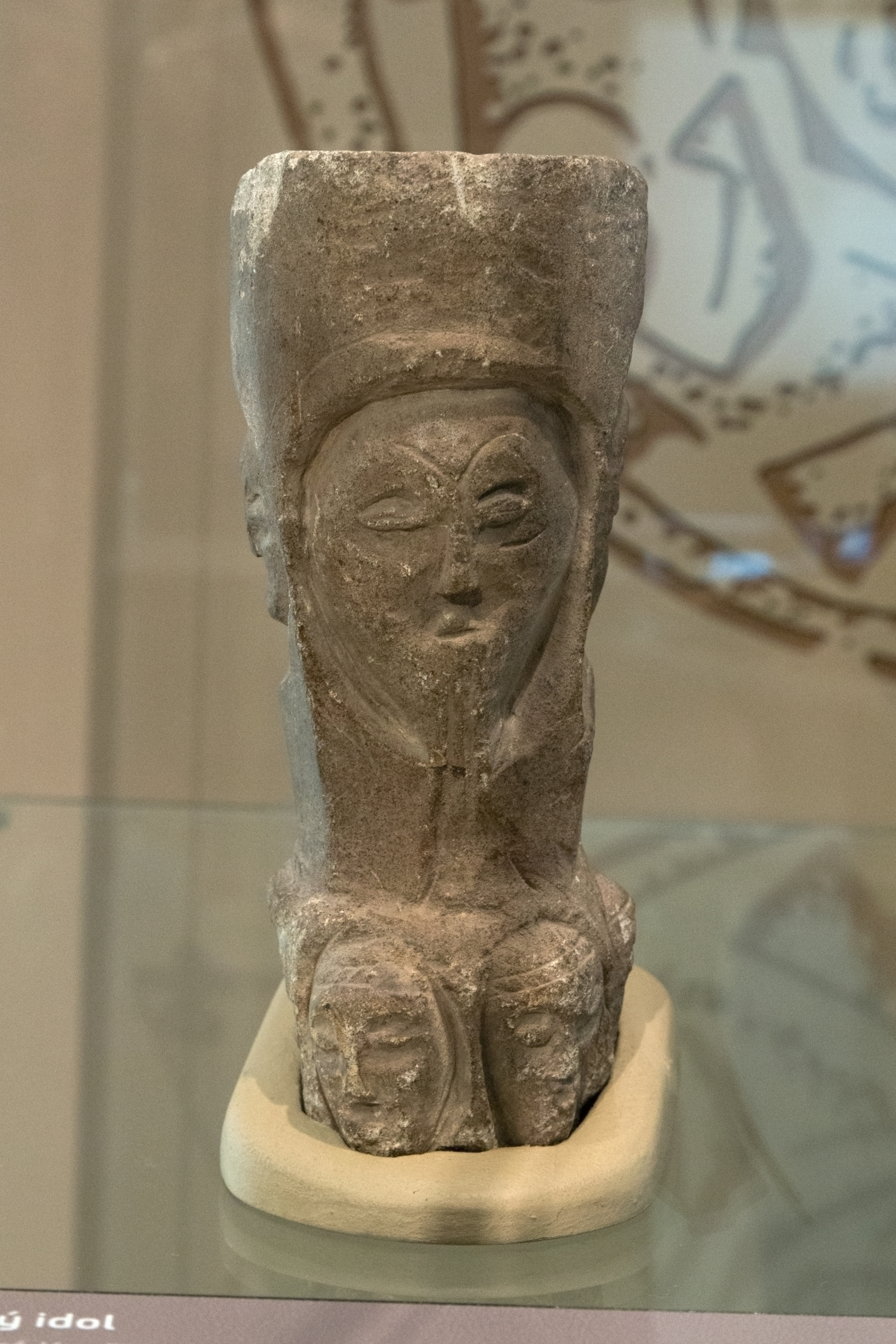
Стара-Коуржим, местечко На Замечници. Языческий идол, возможно, из позиции У Либуше, IX век

По характеру и деталям погребальной обрядности ориентированные на запад древнейшие труположения в Киеве и на Среднем Поднепровье имеют прямые аналогии в раннехристианских памятниках на территории Великой Моравии в Скалице, Старом месте, Микульчице, Поганьско (близ Бржецлава), Стара-Коуржим, Колине и Желенках. Борживой Достал, отмечая сходство инвентаря, писал о полной идентичности дружинных могил Киева и Чернигова погребениям в Великой Моравии.